# Didogobius kochi
Didogobius kochi és una espècie de peix de la família dels gòbids i de l'ordre dels perciformes.

## Morfologia
- Els mascles poden assolir 5,8 cm de longitud total.[4][5]

## Hàbitat
És un peix marí, de clima subtropical i demersal que viu entre 6-30 m de fondària.

## Distribució geogràfica
Es troba a l'Atlàntic oriental: les Illes Canàries.

## Observacions
És inofensiu per als humans.